# 넬슨 드밀

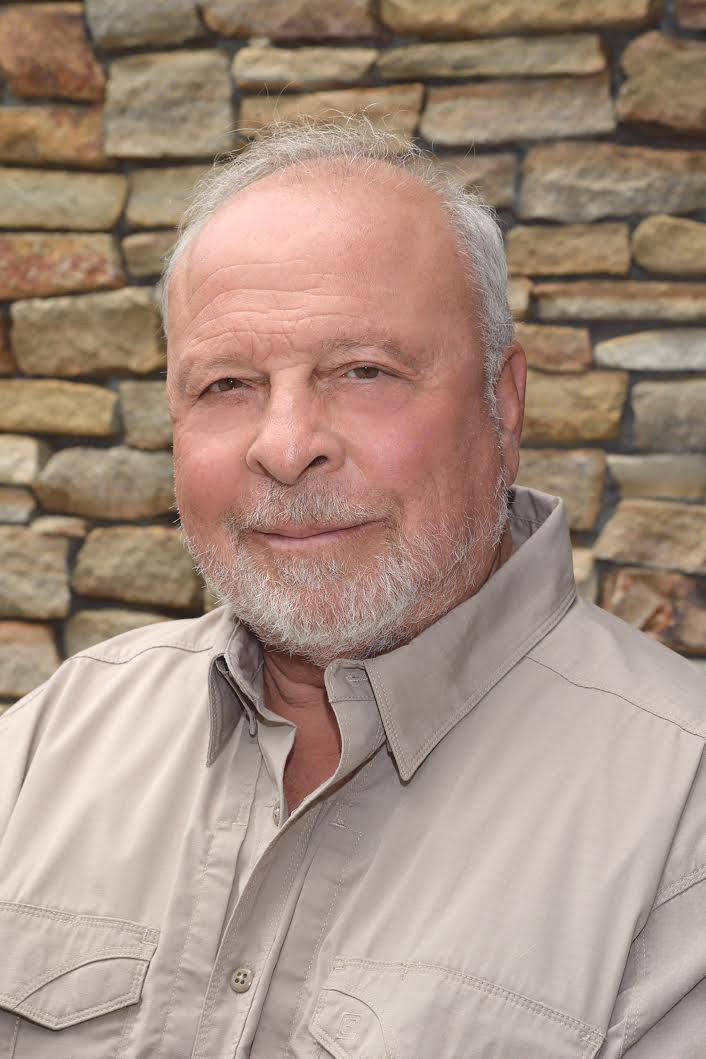
2017년 모습

넬슨 드밀(Nelson DeMille, 본명: 넬슨 리차드 드밀, 본명 영어: Nelson Richard DeMille, 1943년 8월 23일 ~ 2024년 9월 17일)은 미국의 액션 어드벤처 및 서스펜스 소설 작가이다. 집필한 소설로는 플럼 아일랜드(Plum Island), 더 참 스쿨(The Charm School), 장군의 딸(The General's Daughter) 등이 있다. 드밀은 또한 잭 캐논, 커트 래드너, 엘렌 케이, 브래드 매튜스라는 필명으로 글을 썼다.

## 각색된 작품
- 장군의 딸 (1999년 영화 각색 - 파라마운트)